# Annika Bruhns
Annika Bruhns (* 8. August 1966 in Hamburg) ist eine deutsche Musicaldarstellerin und Schauspielerin.

## Leben

### Familie und Ausbildung
Annika Bruhns ist die Tochter der Journalistin Wibke Bruhns (geb. Klamroth) und des Schauspielers Werner Bruhns. Sie wuchs zunächst in Hamburg auf. Ab 1980 lebte sie mit ihrer Mutter und ihrer Schwester in Israel; ihre Mutter arbeitete dort als Nahost-Korrespondentin für den Stern. Von 1980 bis 1984 ging sie auf die Anglican School in Jerusalem, wo sie ihr Abitur (Deutsch, Geschichte) machte. Sie besuchte von 1984 bis 1986 das Connecticut College in New London im Bundesstaat Connecticut. Von 1986 bis 1988 absolvierte sie eine Schauspiel- und Musicalausbildung an der American Musical and Dramatic Academy in New York City. Ihren Abschluss bestand sie mit Auszeichnung. Sie singt in der Stimmlage Mezzosopran.

### Engagements als Musicaldarstellerin
Seit 1988 ist Bruhns in Deutschland und Österreich als Musicaldarstellerin tätig. Sie sang u. a. die Fabrikarbeiterin/Éponine (als Cover) in Les Misérables am Raimund Theater in Wien (Juli 1988–März 1990). Sie war in Deutschlandlied (Dezember 1990–1991) in Köln in den Sartory-Sälen als Sängerin engagiert. Außerdem spielte sie Mary in Happy End am Stadttheater Heilbronn (Dezember 1990–April 1991), Maria Magdalena in Jesus Christ Superstar bei den Freilichtspielen Schwäbisch Hall (Juli/August 1991), Cristal in der deutschen Erstaufführung der Rock-Oper Starmania am Essener Aalto-Theater (Dezember 1991–April 1992; u. a. mit Uwe Kröger und Paul Kribbe als Partnern) und die Schwester Robert Anne in dem Musical Non(n)sense von Dan Goggin an der Komödie Frankfurt (August–Dezember 1992) und am Städtebundtheater Hof (November 1992–Februar 1993).
1993 und 1994 sang sie bei den Freilichtspielen Schwäbisch Hall die Titelrolle in dem Musical Evita. 1994/1995 war sie am Hamburger Delphi-Theater als  Zweitbesetzung für die Rolle der Madame Dindon in dem Musical La Cage aux Folles engagiert. Von Juni–August 1995 war sie eine der Solisten, u. a. mit Cornelia Drese, Previn Moore, Diana Böge und Glenn Flavin, in der Musicalrevue Die Delphi Dolls. Im Sommer 1995 trat sie bei den Bad Hersfelder Festspielen als Frl. Kost in dem Musical Cabaret auf. In den deutschsprachigen Aufführungen des Musicals Gaudí sang sie jeweils die Hauptrolle der Isabella, so von 1993 bis 1996 in der Euromusic Hall in Alsdorf und von Januar bis Juni 1998 im Musical Dome am Rheinufer in Köln.
Von September bis Dezember 2000 spielte sie am Berliner Theater des Westens die Rollen „Der Tod/Kommissar“ in der Musicalproduktion Falco Meets Amadeus; Regie führte Elmar Ottenthal. Von März bis Dezember 2001 war sie am Colosseum Theater in Essen in dem Musical Elisabeth engagiert. Sie sang dort als Erstbesetzung die beiden Rollen „Herzogin Ludovika/Frau Wolf“; außerdem war sie  alternierende Besetzung der Titelrolle. 2001 und 2002 trat Bruhns erneut bei den Freilichtspielen Schwäbisch Hall auf; sie übernahm erneut die Rolle der Maria Magdalena in Jesus Christ Superstar.
In der Spielzeit 2001/02 war sie als Musicaldarstellerin am Staatstheater Kassel für das Musical Chess engagiert; sie sang die Rolle der Florence. In der Spielzeit 2002/03 hatte Bruhns einen Gastvertrag für die Sparte Musical an der Deutschen Oper am Rhein. Sie interpretierte die Rolle der Anita in dem Musical West Side Story.
Ab 2002 war Bruhns durchgehend am Hamburger Operettenhaus engagiert. Sie sang dort alternierend die Rolle der alleinerziehenden Mutter Donna in Mamma Mia! (Dezember 2002–März 2007). Im Januar 2003 erlitt Bruhns während einer Mamma Mia!-Vorstellung einen schweren Bühnenunfall. Sie stürzte in den Orchestergraben und zog sich eine schwere Lendenwirbel-Verletzung zu. Nach 6 Wochen stand sie wieder auf der Bühne, um sich dann im Herbst doch erneuten Operationen unterziehen zu müssen. Genesen kehrte sie im Februar 2004 auf die Bühne des Hamburger Operettenhauses zurück. Von Dezember 2007 bis Oktober 2010 war sie anschließend am Hamburger Operettenhaus als alternierende Erstbesetzung der Fernsehmoderatorin Lisa Wartberg in dem Udo-Jürgens-Musical Ich war noch niemals in New York zu sehen.
Im Frühjahr 2010 unternahm sie gemeinsam mit Pia Douwes eine Tournee mit einem Musical-Duo-Abend unter dem Titel „Still Friends“. Im September 2010 veröffentlichte sie unter dem Titel „Annika“ ihr erstes Solo-Album, produziert und geschrieben von Paul Glaser, mit moderner Country-Musik. Im August 2014 trat sie, nach einer fast vierjährigen Bühnenpause, erstmals wieder als Musicaldarstellerin und Schauspielerin auf.
2017 trat sie zusammen mit Andreas Bieber, Karim Khawatmi und Sabine Mayer als Sängerin in der Udo-Jürgens-Lieder-Revue Merci Cherie auf.

### Tätigkeit als Schauspielerin und Dozentin
Bei den Domfestspielen Bad Gandersheim spielte sie 2014 die Rolle der Marquise de Merteuil in der Uraufführung des Musicals Gefährliche Liebschaften von Heiko Lippmann, Christian Doll und Andreas Gäßler. Außerdem war sie als Mutter Lovis in dem Kinderstück Ronja Räubertochter zu sehen.
Neben ihrem Hauptbetätigungsfeld als Musicaldarstellerin war Bruhns gelegentlich auch als Schauspielerin in reinen Sprechrollen tätig, u. a. in dem ZDF-Fernsehfilm Wolken am Horizont (1995) aus der Rosamunde-Pilcher-Reihe. 2007 hatte sie in dem Fernsehfilm Der Ruf der Berge – Schatten der Vergangenheit eine größere Nebenrolle als Hotelbesitzerin und Grundstückseigentümerin Frau Hallbach.
Bruhns war von 2004 bis 2013 als Dozentin im Fachbereich Musical an der Joop van den Ende Academy und von 2011 bis 2013 als Dozentin für Gesang, Lied und Interpretation an der Hamburg School of Entertainment tätig.

### Privates
Sie ist seit Juni 2003 mit dem schwedischen Schauspieler, Musicaldarsteller, Sänger und Songwriter Mickey Petersson verheiratet. Sie hat einen 2004 geborenen Sohn.
Die Kameraassistentin Katrin Klamroth ist ihre Cousine, deren Kinder die Schauspieler Louis und Lola sind ihr Neffe und ihre Nichte 2. Grades.

## Filmografie (Auswahl)
- 1995: Rosamunde Pilcher: Wolken am Horizont (Fernsehfilm)
- 1997: Großstadtrevier (Fernsehserie; Folge: Jens, 7 Jahre)
- 1998: Gegen den Wind (Fernsehserie, Gastrolle)
- 2007: Der Ruf der Berge – Schatten der Vergangenheit (Fernsehfilm)